# Municipio de Valley (condado de Linn)
El municipio de Valley (en inglés: Valley Township) es un municipio ubicado en el condado de Linn en el estado estadounidense de Kansas. En el año 2010 tenía una población de 147 habitantes y una densidad poblacional de 1,46 personas por km².

## Geografía
El municipio de Valley se encuentra ubicado en las coordenadas 38°15′45″N 94°41′29″O / 38.26250, -94.69139. Según la Oficina del Censo de los Estados Unidos, el municipio tiene una superficie total de 100.55 km², de la cual 95,65 km² corresponden a tierra firme y (4,88 %) 4,91 km² es agua.

## Demografía
Según el censo de 2010, había 147 personas residiendo en el municipio de Valley. La densidad de población era de 1,46 hab./km². De los 147 habitantes, el municipio de Valley estaba compuesto por el 95,24 % blancos, el 0,68 % eran afroamericanos, el 2,04 % eran amerindios, el 0,68 % eran de otras razas y el 1,36 % eran de una mezcla de razas. Del total de la población el 0,68 % eran hispanos o latinos de cualquier raza.